# Jiří Lábus
Jiří Lábus (ur. 26 stycznia 1950 w Pradze) – czeski aktor filmowy, telewizyjny i teatralny.
W 1973 ukończył Akademie Múzických Umění w Pradze. Występował w teatrach: Studio Ypsilon, Národní Divadlo, Divadlo Viola, Divadlo Ungelt. Zadebiutował na kinowym ekranie w filmie Zatykač na královnu (1973). Zwrócił na siebie uwagę rolą złego czarownika Rumburaka w serialach TV: Arabela (1979–1980) i Powrót Arabeli (Arabela se vrací, 1990) oraz filmie Rumburak (1984). W latach 80. zajął się także dubbingiem – Jů w popularnym programie dziecięcym
Studio Kamarád, później użyczył swojego głosu Marge Simpson. Podwójna rola wujka Jakuba i ojca Rossmana w dramacie Ameryka (Amerika, 1994) przyniosła mu nagrodę czeskiego Lwa.

## Filmografia
- 2007: Noční rybář
- 2006: Obsługiwałem angielskiego króla (Obsluhoval jsem anglického krále) jako szef hotelu
- 2006: Místo v životě (serial telewizyjny) jako Fiřt
- 2006: Šťastný smolař
- 2005: Rekin w głowie (Žralok v hlavě)
- 2005: Krev zmizelého jako Pepek
- 2004: Místo nahoře (serial telewizyjny) jako Fiřt
- 2004: Non plus ultras
- 2004: Silný kafe jako Ojciec
- 2003: Diabli wiedzą po co (Čert ví proč) jako Minister
- 2002: Na psí knížku (TV) jako Pepa Padrnos
- 2002: Černá slečna slečna Černá (TV) jako lekarz
- 2001: Ab ins Paradies jako Povondra
- 2001: Babie lato (Babí léto) jako Agent
- 2001: Ciemnoniebieski świat (Tmavomodrý svět) jako Pub Landlord
- 2001: Okénka
- 2000: Mały Otik (Otesánek) jako policjant
- 1999: Wszyscy moi bliscy (Všichni moji blízci)
- 1997: Oszalała ziemia (Zdivočelá země, serial telewizyjny) jako Putna
- 1996: Draculův švagr (serial telewizyjny) jako Robert
- 1996: Spiskowcy rozkoszy (Spiklenci slasti)
- 1996: Zapomniane światło (Zapomenuté světlo) jako Vicar Kubista
- 1996: Život na zámku (serial telewizyjny) jako Láďa Krch
- 1994: Andělské oči jako holič
- 1993: Divoké pivo jako Emánek
- 1993: Amerika jako stryj Jakub/ojciec Rossman
- 1993: Nesmrtelná teta jako ojciec Matějův
- 1993: Pension Lola (TV, FAMU)
- 1992: Kaiser – Lábus: Sametových deset minut s?
- 1992: Deset minut s... (TV)
- 1991: Mozart v Praze jako Casanova
- 1991: Senoseč
- 1991: Słońce, siano, erotyka (Slunce, seno, erotika) jako Béďa
- 1990: Powrót Arabeli (Arabela se vrací) jako Rumburak
- 1990: Vyžilý Boudník
- 1989: Słońce, siano i parę razy po gębie (Slunce, seno a pár facek) jako Béďa
- 1986: Veľká filmová luopez
- 1985: Já nejsem já jako Chirurg
- 1984: Słońce, siano i truskawki (Slunce, seno, jahody) jako Béďa
- 1984: Bambinot
- 1984: Barrandovské nocturno aneb Jak film zpíval a tancil jako Piosenkarz
- 1984: Latający Czestmir (Létající Čestmír) jako dorosły David Pelz
- 1984: Rumburak jako Rumburak
- 1983: Elektroniczne babcie (Babičky dobíjejte přesně!) jako Louda
- 1983: Serdeczne pozdrowienia z Ziemi (Srdečný pozdrav ze zeměkoule) jako dozorca
- 1982: Revue na zakázku jako Asystent reżysera
- 1980: Blázni, vodníci a podvodníci
- 1979: Krehké vztahy jako Przełożony
- 1979–1980: Arabela (serial telewizyjny) jako Rumburak
- 1978: Pan Tau jako Kontroler ruchu powietrznego
- 1978: Poplach v oblacích jako Dyspozytor
- 1978: Hop – i jest małpolud, (Hop – a je tu lidoop) jako wynalazca Mařík
- 1977: Jutro wstanę rano i oparzę się herbatą, (Zítra vstanu a opařím se čajem)
- 1975: Hriste jako Vágner
- 1974: Noc oranžových ohňů
- 1973: Zatykač na královnu jako Eda Pelc